# فريدريك برون
فريدريك برون (بالإنجليزية: Frederick Brune)‏ هو محامي وقاضي أمريكي، ولد في 15 أكتوبر 1894، وتوفي في 19 فبراير 1972.